# Martwica kości szczęki i żuchwy

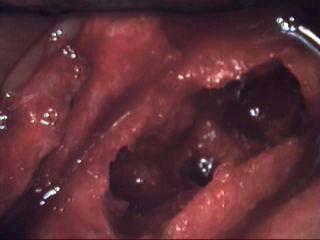
Osteonekroza lewej szczęki u pacjenta z przewlekłą niewydolnością żylną

Martwica kości szczęki i żuchwy, osteonekroza szczęki i żuchwy, ONJ (od ang. osteonecrosis of the jaw) – rzadkie schorzenie charakteryzujące się klinicznie odsłonięciem obszaru kości żuchwy, szczęki i/lub podniebienia, niegojącym lub źle gojącym się przez 6–8 tygodni.

## Etiologia
Udowodniono związek martwicy kości szczęki i/lub żuchwy z przyjmowaniem bisfosfonianów. Bisfosfoniany, zawierające azot, są szeroko stosowane w leczeniu przerzutów nowotworów do kości, prewencji i leczeniu osteoporozy (alendronian p.o., risedronian p.o., ibandronian, p.o. i i.v.), choroby Pageta kości (palmidronian i.v., alendronian p.o. i risedronian p.o.) oraz krótkotrwałym leczeniu ostrej hiperkalcemii (kwas zoledronowy i.v. i pamidronian i.v.). Związki te hamują czynność osteoklastów i zmniejszają ich liczbę w tkance kostnej. 

## Rozpoznanie
Rozpoznanie stawiane jest na podstawie badania klinicznego, aczkolwiek może być tu pomocna tomografia komputerowa głowy. 
Pierwsze doniesienia na temat martwicy kości szczęki i/lub żuchwy ukazały się w 2003 roku, 5–10 lat po dopuszczeniu tej grupy leków przez amerykańską Agencję Żywności i Leków do stosowania na terenie Stanów Zjednoczonych. Wcześniej doniesienia o przypadkach tej choroby były niezwykle rzadkie. W większości (95%) przypadków stwierdzono związek choroby ze stosowaniem dożylnym zolendronianu lub pamidronianu w terapii przerzutów nowotworowych do kośćca (Woo, 2006, Marx, 2005). U pacjentów z nowotworami leczonymi w ten sposób częstość osteonekrozy wynosiła 1,3-4-7% (Woo, 2006, Hoof, 2005). Czynnikami predysponującymi są prawdopodobnie:
- choroby zębów
- zabiegi chirurgiczne w obrębie jamy ustnej (np. ekstrakcja zęba)
- uraz jamy ustnej
- zapalenie przyzębia
- zła higiena jamy ustnej.

Martwica kości szczęki i/lub żuchwy dotyczy przede wszystkim pacjentów leczonych z powodu przerzutów nowotworowych dużymi (4–12-krotnie większymi niż w osteoporozie) dawkami bisfosfonianów. W piśmiennictwie odnotowano zaledwie około 50 przypadków ONJ u pacjentów leczonych bisfosfonianami z powodu osteoporozy (Woo, 2006). Kilka doniesień dotyczyło pacjentów leczonych z powodu choroby Pageta kości. 
Być może leczenie kortykosteroidami i chemioterapia również są czynnikami ryzyka.

## Obraz kliniczny i przebieg
Zmiana ma postać odsłoniętego, zazwyczaj bolesnego ubytku śluzówki jamy ustnej z odsłonięciem kości żuchwy, szczęki lub podniebienia. Może być obecne zakażenie. Żuchwa zajęta jest w około 2/3 przypadków, szczęka w 1/3. Istnieją kazuistyczne doniesienia o chorobie zajmującej przewód słuchowy zewnętrzny (Polizzotto, 2006). Stwierdzono, że terapia bisfosfonianowa u pacjentów, u których rozwija się ONJ, trwa 1,5–3 lata. Przebieg ONJ może być przewlekły i powikłany. 

## Leczenie
Leczenie jest zachowawcze i polega na chirurgicznym zaopatrzeniu rany, płukaniu jamy ustnej roztworem chloroheksydyny 0,1–0,2% lub H2O2, podawaniu antybiotyków i leków przeciwbólowych.

## Patogeneza
Patogeneza schorzenia jest niewyjaśniona. Przypuszcza się, że kości twarzoczaszki są predysponowane do spontanicznych, drobnych urazów, także z powodu częstych zabiegów chirurgicznych w tej okolicy; ponieważ śluzówka jamy ustnej jest bardzo cienka, uszkodzenie znajdujących się pod nią struktur kostnych jest ułatwione. Bisfosfoniany mogą się akumulować w szczękach, gdyż kości te są intensywnie używane i metabolizm ich tkanki kostnej jest szczególnie intensywny. Sposób w jaki kumulujące się bisfosfoniany wpływają na progresję ONJ jest niejasny, ale wysuwa się hipotezy o ich antyangiogennym działaniu i upośledzeniu przez te związki funkcji limfocytów T.
Na ryzyko martwicy przypuszczalnie wpływają:
- dawki bisfosfonianów
- okres leczenia
- drogi podania
- współistniejące choroby
- stan higieny jamy ustnej.

Przypuszcza się, że korzystne dla leczenia może być odstawienie leku na jakiś czas, np. na rok po 5-letniej kuracji. Podkreśla się też fakt, że korzyści wynikające ze stosowania tych leków znacznie przewyższają niekorzystne skutki wystąpienia osteonekrozy.